# Święto Matki Bożej Jagodnej
Święto Matki Bożej Jagodnej – staropolskie święto liturgiczne obchodzone tradycyjnie w Polsce 2 lipca. Święto powstało na wsi w Polsce w wyniku zespolenia katolickiej uroczystości Nawiedzenia Najświętszej Maryi Panny z przedchrześcijańskim świętem płodności. 
Ludowy przekaz głosił, że brzemienna Maryja na spotkanie ze swą krewną Elżbietą szła sama lasami i pustkowiami. W drodze za pożywienie miała tylko zbierane jagody. Dlatego, aby nie pozbawiać Matki Boskiej prowiantu, nie wolno było 2 lipca jeść leśnych owoców. Tak narodziła się Matka Boska Jagodna, opiekunka matek i ciężarnych, szczególnie tych, które miały trudności z donoszeniem ciąży albo niedawno straciły dziecko. Tego dnia tradycja zabraniała zrywania jagód, poziomek, wiśni, malin, agrestu, porzeczek i innych leśnych owoców. Kobiety wierzyły, że jeśli do 2 lipca nie będą ich zbierać ani jeść i polecą się w modlitwie Matce Boskiej Jagodnej, to za jej przyczyną odejdzie od nich zły omen i będą mogły wydać na świat zdrowe i silne potomstwo, odporne na choroby i czary, a one będą mogły cieszyć się szczęśliwym macierzyństwem.
Oba święta obchodzono jednocześnie przez setki lat, aż do roku 1969, do reformy liturgicznej Pawła VI, kiedy papież przesunął obchody Nawiedzenia Najświętszej Maryi Panny na dzień 31 maja, a Matka Boża Jagodna pozostała na swoim tradycyjnym miejscu w kalendarzu, 2 lipca.